# ATP Finals 2023
ATP Finals 2023 (còn được biết đến với Nitto ATP Finals 2023 vì lý do tài trợ) là một giải quần vợt nam thi đấu trên mặt sân cứng trong nhà tại Pala Alpitour ở Turin, Ý, từ ngày 12 đến ngày 19 tháng 11 năm 2023. Đây là giải đấu kết thúc mùa giải dành cho các tay vợt đơn và đội đôi có thứ hạng cao nhất trong ATP Tour 2023.
Đây là lần thứ 54 giải đấu được tổ chức (49 ở nội dung đôi), và là lần thứ ba Turin đăng cai giải đấu cuối năm ATP Tour.

## Thể thức
Vòng bảng ATP Finals thi đấu vòng tròn tính điểm, với 8 tay vợt/đội được chia thành 2 bảng, mỗi bảng 4 tay vợt/đội thi đấu với 3 tay vợt/đội khác trong bảng. 8 hạt giống được sắp xếp theo Bảng xếp hạng Pepperstone ATP và Bảng xếp hạng Đội đôi ATP vào Thứ Hai sau giải đấu ATP Tour cuối cùng trong năm. Tất cả các trận đấu đơn, bao gồm cả trận chung kết, diễn ra theo thể thức đánh ba thắng hai với loạt tie-breaks (7 điểm) được áp dụng ở mọi set bao gồm cả set ba. Tất cả các trận đấu đôi thi đấu 2 set (không điểm ad) và một loạt Tie-break (10 điểm).
Khi quyết định vị trí trong một bảng, các tiêu chí sau được áp dụng, theo thứ tự:
1. Số trận thắng nhiều nhất.
2. Số trận đã thi đấu (ví dụ, thành tích 2–1 hơn thành tích 2–0).
3. Kết quả đối đầu giữa các tay vợt/đội đồng hạng.
4. Tỉ lệ % set thắng cao nhất.
5. Tỉ lệ % game thắng cao nhất.
6. Xếp hạng ATP sau giải đấu ATP Tour cuối cùng trong năm.

Tiêu chí 4–6 chỉ được áp dụng trong trường hợp 3 tay vợt đồng hạng; nếu một trong những tiêu chí này quyết định được tay vợt thắng và tay vợt thua, 2 tay vợt còn lại được xếp hạng theo kết quả đối đầu.
2 vị trí đầu mỗi bảng vào vòng bán kết, với tay vợt/đội đứng nhất mỗi bảng thi đấu với tay vợt/đội đứng nhì ở bảng khác. Tay vợt/đội thắng ở vòng bán kết sau đó vào trận chung kết.

## Vòng loại

### Đơn
8 tay vợt tham dự giải đấu, với 2 tay vợt thay thế. Các tay vợt có suất tham dự theo thứ tự ưu tiên sau:
1. Đầu tiên, 7 tay vợt hàng đầu trong ATP Race to Turin sau tuần cuối của ATP Tour vào ngày 11 tháng 11 năm 2023
2. Thứ 2, có hai nhà vô địch giải Grand Slam 2023 xếp hạng từ 8–20, theo thứ tự xếp hạng
3. Thứ 3, tay vợt xếp thứ 8 trên bảng xếp hạng ATP

Trong trường hợp có tổng số hơn 8 tay vợt, tay vợt thấp hơn trong thứ tự lựa chọn là tay vợt thay thế. Nếu cần thay thế thêm, các tay vợt sẽ được lựa chọn bởi ATP.
Bảng xếp hạng tạm thời được công bố hàng tuần với tên ATP Race to Turin, trùng với bảng xếp hạng ATP kéo dài 52 tuần vào ngày lựa chọn. Điểm từ các giải Grand Slam, ATP Tour, United Cup, ATP Challenger Tour và ITF Tour. Các tay vợt có tổng số điểm từ 19 giải đấu, thường bao gồm:
- 4 giải Grand Slam
- 8 giải ATP Masters 1000
- Kết quả tốt nhất từ bất kỳ 7 giải đấu khác có tính điểm xếp hạng (Monte-Carlo Masters, United Cup, ATP 500, ATP 250, Challenger, ITF)
- Tay vợt có thể thay thế tối đa kết quả 3 giải Masters 1000 bằng thành tích tốt hơn từ ATP 500 hoặc ATP 250

### Đôi
8 đội tham dự giải đấu, với một đội thay thế. 8 đội tham dự có suất theo thứ tự ưu tiên như nội dung đơn. Đội thay thế được tham dự cho bất kỳ đội không được chấp nhận theo thứ tự lựa chọn, sau đó đội không được chấp nhận có xếp hạng cao nhất, và sau đó đội được chọn bởi ATP. Điểm được tính trong các giải đấu tương tư như nội dung đơn. Tuy nhiên, đối với các đội Đôi không có giải đấu cam kết, vì vậy các đội dựa trên kết quả của bất kỳ 19 giải đấu có điểm cao nhất trong ATP Tour.

## Bảng

### Đơn
Nội dung đơn của giải đấu năm 2023 có ba tay vợt số 1, ba nhà vô địch và hai nhà á quân Grand Slam. 8 tay vợt được chia thành 2 bảng.
| Bảng Xanh              |
| ---------------------- |
| Novak Djokovic [1]     |
| Jannik Sinner [4]      |
| Stefanos Tsitsipas [6] |
| Holger Rune [8]        |

| Bảng Đỏ              |
| -------------------- |
| Carlos Alcaraz [2]   |
| Daniil Medvedev [3]  |
| Andrey Rublev [5]    |
| Alexander Zverev [7] |

### Đôi
Nội dung đôi của giải đấu năm 2023 có sáu nhà vô địch Grand Slam, sáu tay vợt số 1 và 1 đội á quân Grand Slam. 8 đội được chia thành 2 bảng.
| Bảng Xanh                                      |
| ---------------------------------------------- |
| Ivan Dodig / Austin Krajicek [1]               |
| Santiago González / Édouard Roger-Vasselin [4] |
| Marcel Granollers / Horacio Zeballos [5]       |
| Máximo González / Andrés Molteni [7]           |

| Bảng Đỏ                           |
| --------------------------------- |
| Wesley Koolhof / Neal Skupski [2] |
| Rohan Bopanna / Matthew Ebden [3] |
| Rajeev Ram / Joe Salisbury [6]    |
| Rinky Hijikata / Jason Kubler [8] |

## Các tay vợt giành quyền tham dự

### Đơn
| # | Tay vợt            | Điểm  | Ngày vượt qua vòng loại |
| - | ------------------ | ----- | ----------------------- |
| 1 | Novak Djokovic     | 9,945 | 19 tháng 8              |
| 2 | Carlos Alcaraz     | 8,455 | 17 tháng 7              |
| 3 | Daniil Medvedev    | 7,200 | 5 tháng 9               |
| 4 | Jannik Sinner      | 5,490 | 7 tháng 10              |
| 5 | Andrey Rublev      | 4,805 | 26 tháng 10             |
| 6 | Stefanos Tsitsipas | 4,235 | 2 tháng 11              |
| 7 | Alexander Zverev   | 3,585 | 3 tháng 11              |
| 8 | Holger Rune        | 3,460 | 3 tháng 11              |

### Đôi
| # | Tay vợt                                  | Điểm  | Ngày vượt qua vòng loại |
| - | ---------------------------------------- | ----- | ----------------------- |
| 1 | Ivan Dodig Austin Krajicek               | 6,330 | 9 tháng 10              |
| 2 | Wesley Koolhof Neal Skupski              | 6,060 | 9 tháng 10              |
| 3 | Rohan Bopanna Matthew Ebden              | 5,990 | 14 tháng 10             |
| 4 | Santiago González Édouard Roger-Vasselin | 5,610 | 2 tháng 11              |
| 5 | Marcel Granollers Horacio Zeballos       | 5,127 | 30 tháng 10             |
| 6 | Rajeev Ram Joe Salisbury                 | 4,822 | 29 tháng 10             |
| 7 | Máximo González Andrés Molteni           | 4,380 | 3 tháng 11              |
| 8 | Rinky Hijikata Jason Kubler              | 2,180 | 2 tháng 11              |

## Thành tích đối đầu
Dưới đây là thành tích đối đầu của các tay vợt trước khi tham dự giải đấu.

### Đơn
|   |                    | Djokovic | Alcaraz | Medvedev | Sinner | Rublev | Tsitsipas | Zverev | Rune | Tổng số | T–B   |
| 1 | Novak Djokovic     |          | 2–2     | 10–5     | 3–0    | 5–1    | 11–2      | 8–4    | 2–2  | 41–16   | 51–5  |
| 2 | Carlos Alcaraz     | 2–2      |         | 2–2      | 3–4    | 0–0    | 5–0       | 3–3    | 2–1  | 17–12   | 63–10 |
| 3 | Daniil Medvedev    | 5–10     | 2–2     |          | 6–2    | 6–2    | 9–4       | 10–7   | 1–1  | 39–28   | 64–16 |
| 4 | Jannik Sinner      | 0–3      | 4–3     | 2–6      |        | 4–2    | 2–5       | 1–4    | 0–2  | 13–25   | 57–14 |
| 5 | Andrey Rublev      | 1–5      | 0–0     | 2–6      | 2–4    |        | 5–6       | 3–5    | 2–1  | 15–27   | 56–23 |
| 6 | Stefanos Tsitsipas | 2–11     | 0–5     | 4–9      | 5–2    | 6–5    |           | 9–4    | 0–2  | 26–38   | 51–22 |
| 7 | Alexander Zverev   | 4–8      | 3–3     | 7–10     | 4–1    | 5–3    | 4–9       |        | 0–1  | 27–35   | 53–26 |
| 8 | Holger Rune        | 2–2      | 1–2     | 1–1      | 2–0    | 1–2    | 2–0       | 1–0    |      | 10–7    | 43–22 |

### Đôi
|   |                                          | Dodig Krajicek | Koolhof Skupski | Bopanna Ebden | S González Roger-Vas. | Granollers Zeballos | Ram Salisbury | M González Molteni | Hijikata Kubler | Tổng số | T–B   |
| 1 | Ivan Dodig Austin Krajicek               |                | 2–2             | 1–0           | 2–0                   | 2–1                 | 2–2           | 0–1                | 0–0             | 9–6     | 38–13 |
| 2 | Wesley Koolhof Neal Skupski              | 2–2            |                 | 3–2           | 2–3                   | 1–2                 | 1–3           | 0–1                | 2–1             | 11–14   | 44–20 |
| 3 | Rohan Bopanna Matthew Ebden              | 0–1            | 2–3             |               | 2–1                   | 1–2                 | 0–1           | 0–0                | 0–0             | 5–8     | 38–18 |
| 4 | Santiago González Édouard Roger-Vasselin | 0–2            | 3–2             | 1–2           |                       | 2–0                 | 2–1           | 0–0                | 0–0             | 8–7     | 51–21 |
| 5 | Marcel Granollers Horacio Zeballos       | 1–2            | 2–1             | 2–1           | 0–2                   |                     | 3–5           | 2–1                | 0–1             | 10–13   | 34–17 |
| 6 | Rajeev Ram Joe Salisbury                 | 2–2            | 3–1             | 1–0           | 1–2                   | 5–3                 |               | 0–0                | 0–0             | 12–8    | 32–18 |
| 7 | Máximo González Andrés Molteni           | 1–0            | 1–0             | 0–0           | 0–0                   | 1–2                 | 0–0           |                    | 0–0             | 3–2     | 38–20 |
| 8 | Rinky Hijikata Jason Kubler              | 0–0            | 1–2             | 0–0           | 0–0                   | 1–0                 | 0–0           | 0–0                |                 | 2–2     | 9–6   |

## Nhà vô địch

### Đơn
- Novak Djokovic đánh bại  Jannik Sinner, 6–3, 6–3

### Đôi
- Rajeev Ram /  Joe Salisbury đánh bại  Marcel Granollers /  Horacio Zeballos, 6–3, 6–4